# Johann Georg Pisendel
Johann Georg Pisendel (Cadolzburg, 26 dicembre 1687 – Dresda, 25 novembre 1755) è stato un violinista e compositore tedesco.
Dopo un primo insegnamento musicale ricevuto dal padre, studiò, a partire dal 1697, con F. A. Pistocchi e Giuseppe Torelli alla cappella del coro del duca di Ansbach. Nel marzo del 1709 fu a Lipsia ed a Weimar, dove conobbe Johann Sebastian Bach. 
Nel 1710 Pisendel diresse il Collegium musicum al posto di Melchior Hoffmann. 
A partire al gennaio 1712 e fino alla morte lavorò alla Hofkapelle di Dresda, prima come violinista e dal 1728 come maestro di cappella. 
Tra il 1716 e il 1717 fu a Venezia, dove conobbe e divenne amico di Antonio Vivaldi, che gli dedicò 4 sonate, 5 concerti e una sinfonia. 
Johann Georg Pisendel fu uno dei più rinomati violinisti virtuosi tedeschi contemporanei di Bach. Per la sua conoscenza del violino e le grandi qualità pedagogiche, conquistò la stima e l'amicizia di numerosi compositori tedeschi.